# Lame Boy
Lame Boy traducido a El videojuego es un episodio de la primera temporada de la serie animada Brandy & Mr Whiskers.

## Sinopsis
Whiskers recibe un juego llamado Monomanía Seis, dado por Brandy para que deje de molestarla pero el juego la molesta más así que cuando Whiskers va al baño esta lo tira a la selva y deben experimentar el juego en la vida real como en el juego derrotando monos y yendo a un templo Maya abandonado y deben luchar contra un monstruo mono escupe fuego. Cuando el monstruo cae a la lava el juego va con él y Whiskers salva a Brandy.